# Bazicourt
Bazicourt is een gemeente in het Franse departement Oise (regio Hauts-de-France) en telt 291 inwoners (1999). De plaats maakt deel uit van het arrondissement Clermont.

## Geografie
De oppervlakte van Bazicourt bedraagt 3,8 km², de bevolkingsdichtheid is 76,6 inwoners per km².
De onderstaande kaart toont de ligging van Bazicourt met de belangrijkste infrastructuur en aangrenzende gemeenten.

## Demografie
Onderstaande figuur toont het verloop van het inwonertal (bron: INSEE-tellingen).